# Batalla de Trafalgar
La batalla de Trafalgar va ser una batalla naval que va tenir lloc el 21 d'octubre de 1805, en el marc de la Tercera Coalició iniciada pel Regne Unit, l'Arxiducat d'Àustria, l'Imperi Rus, el Regne de Nàpols i Suècia per intentar enderrocar Napoleó Bonaparte del tron imperial i dissoldre la influència militar francesa existent a Europa. Va tenir lloc prop del cap Trafalgar (província de Cadis), on es van enfrontar els aliats Primer Imperi francès i Regne d'Espanya (al comandament del vicealmirall francès Pierre-Charles Villeneuve, sota el comandament estava per part espanyola el tinent general de la mar Federico Gravina) contra la Royal Navy al comandament del vicealmirall Horatio Nelson.
La batalla de Trafalgar va significar la derrota definitiva d'un estol combinat del Primer Imperi Francès i del Regne d'Espanya, que va esdevenir el 21 d'octubre de 1805 a prop del cap Trafalgar, a les costes de Barbate, Província de Cadis contra l'armada del Regne Unit, en la batalla naval més important de les Guerres Napoleòniques.
L'armada britànica, composta per 27 navilis va destruir una armada francesa i espanyola de 33 navilis. Els francesos i espanyols van perdre 22 vaixells, mentre que els britànics no en van perdre cap. Lord Nelson, l'almirall de l'estol britànic va morir poc després.
Els esdeveniments històrics que van precedir aquesta batalla s'han de trobar en l'intent frustrat per part de Napoleó d'envair les illes Britàniques, en què l'esquadra franco-espanyola havia de distreure la flota britànica i allunyar-la del Canal de la Mànega per dirigir-la cap a les seves possessions a les Índies Occidentals. Aquest pla de distracció va fracassar, i es va agreujar amb la consegüent derrota de Finisterre el 22 de juliol de 1805. Després d'aquesta derrota, la flota es va dirigir al port de Cadis, d'on salparia el 19 d'octubre cap al Cap Trafalgar.
La flota franco-espanyola es va veure bloquejada a Cadis per Nelson, i al setembre Napoleó va ordenar a Villeneuve navegar a Nàpols per alleugerir el Mediterrani de la fustigació dels bucs anglesos, però no va obeir aquesta ordre, romanent en port. A mitjan octubre, coneixent les intencions de Napoleó de substituir-lo i enviar-lo a París per demanar-l'hi comptes per les seves accions, es va avançar a l'arribada del seu reemplaçament i va partir de Cadis amb la flota combinada el 18 d'octubre. El total de 34 vaixells es va trobar llavors amb la flota de Nelson prop del cap Trafalgar, i el 21 d'octubre va tenir lloc el major combat naval de la història: la batalla de Trafalgar, on la flota franco-espanyola va ser definitiva i aclaparadorament derrotada per la superioritat tècnica i tàctica de la Royal Navy. Nelson va ser ferit de mort durant la batalla, convertint-se en un dels més grans herois de guerra de Gran Bretanya. Villeneuve i el seu vaixell insígnia, el Bucentaure, van ser capturats pels anglesos juntament amb molts altres vaixells espanyols i francesos. L'almirall espanyol Federico Gravina es va escapar amb part de la flota però va sucumbir mesos més tard per les ferides sofertes durant la batalla.

## Antecedents
La recent aliança entre Carles IV d'Espanya i Napoleó I de França, mitjançant els tractats de Sant Ildefons (1796) i Aranjuez (1801) signats amb la Primera República Francesa i per l'interès de la recuperació de Gibraltar, obligaven Espanya no només a contribuir econòmicament a les Guerres Napoleòniques, sinó a posar a disposició del seu aliat l'Armada Espanyola per combatre la Royal Navy que amenaçava les possessions franceses del Carib.
Atès que la intenció última que perseguia Napoleó en voler anul·lar la flota anglesa era obrir-se camí per a una futura invasió de les Illes Britàniques, es va ordir un elaborat pla per distreure la marina anglesa mentre s'efectuaven els preparatius d'aquesta invasió. Al mateix temps que les nombroses tropes d'infanteria franceses s'agrupaven a Boulogne-sur-Mer (a prop del pas de Calais) a l'espera de transport marítim, l'esquadra francesa al comandament de Pierre-Charles Villeneuve s'uniria amb l'espanyola, iniciant una acció sobre les possessions angleses del Carib que tenia com a finalitat atraure el famós almirall Nelson a la zona i allunyar-lo del Canal de la Mànega.
Nelson va rebre el HMS Victory com a vaixell insígnia a Portsmouth, on va rebre ordres de navegar cap a Malta i prendre el comandament d'un esquadró allí, abans d'unir-se al bloqueig de Toló, on va arribar el juliol i va passar any i mig. Va ser ascendit a vicealmirall el 23 d'abril de 1804. El gener de 1805, la flota francesa, sota el comandament de l'almirall Pierre-Charles Villeneuve, va esquivar el bloqueig britànic i va escapar de Toló. Nelson va marxar en la seva persecució, però els francesos van tornar a Toló. Villeneuve va aconseguir escapar per segona vegada a l'abril, i aquesta vegada, va aconseguir travessar l'estret de Gibraltar amb destinació a les Antilles. Nelson el va perseguir, però en arribar al Carib el juny va buscar-lo infructuosament. Villeneuve havia recorregut breument les illes, abans de tornar a Europa i fou interceptat per la flota britànica de Robert Calder, qui avisat del retorn de la flota de Villeneuve, va aixecar el setge sobre els ports de Rochefort i Ferrol. L'endemà al matí, amb boira i una confusió general, ambdues flotes es trobaren a 27 km de distància, combatent al cap Finisterre en la que Calder, amb dos navilis espanyols capturats i un altre evitant el combat, va marxar rumb nord amb la intenció de no danyar més encara els seus navilis i Villeneuve va poder arribar a Ferrol amb pèrdues menors. Nelson va tornar a Gibraltar a finals de juliol, i d'allà va viatjar a Anglaterra, consternat per no haver portat els francesos a la batalla i on a la seva sorpresa, va rebre una rebuda entusiasta de la multitud que s'havia reunit per veure la seva arribada sent felicitat per salvar les Índies Occidentals d'una invasió francesa.
Villeneuve es dirigí al port de La Corunya, on arribà l'1 d'agost, amb la intenció de reparar els seus vaixells. Desobeint les ordres de Napoleó, que el manaven dirigir-se a Brest i Boulogne-sur-Mer, navegà cap al sud i es refugià al port de Cadis, on arribà el 21 d'agost. La flota combinada tornà aviat i es refugià a Cadis, on fou assetjada per Nelson. Sortí sobtadament el 21 d'octubre de 1805 i fou destruïda per l'esquadra anglesa a la batalla de Trafalgar, donant a la Gran Bretanya la possibilitat de contrarestar el domini francès a l'Europa continental mitjançant el domini dels mars. Ferit greument durant el combat, Nelson morí al pont del seu vaixell.
Aquesta retirada va servir a Napoleó per continuar en el poder, ja que és dubtós que, si hagués embarcat la seva Gran Armée cap a Anglaterra, hauria pogut resistir a les forces combinades d'Àustria i Rússia que estaven preparant l'atac per l'est i a les quals, amb posterioritat, venceria en la batalla d'Austerlitz La derrota que la flota combinada patiria a Trafalgar consolidaria la posició de Napoleó al continent. D'altra banda, haver aconseguit vèncer Anglaterra hauria estat un gran aval dels seus plans europeus, i tot un canvi de rumb estratègic del continent. Potser fins i tot hauria anul·lat russos i austríacs, que depenien del subministrament marítim britànic, atès el Bloqueig Continental. Amb la flota franco-espanyola atracada al port de Cadis, Napoleó va canviar d'estratègia i va ordenar que es dirigís a donar suport al bloqueig de Nàpols, alhora que enviava un substitut per a Villeneuve, qui havia caigut en desgràcia a ulls de l'Emperador. L'arribada del substitut de Villenueve va poder ser un dels motius pels quals es va avançar la sortida de la flota cap a Trafalgar.

## Estat de la flota espanyola
La recent epidèmia de febre groga que havia assotat Andalusia entre 1802 i 1804 va deixar a la flota espanyola sense prou tripulants, de manera que es van suplir les amb una precipitada lleva forçosa. Així, gran part de la tripulació no era feta de mariners sinó de soldats d'infanteria, camperols, captaires... D'altra banda, l'estat mateix dels vaixells era lamentable, tant que alguns capitans espanyols havien sufragat de la seva butxaca les reparacions i la pintura dels seus vaixells per no quedar deshonrats davant els capitans francesos. Zenón de Somodevilla y Bengoechea va aconseguir, durant el regnat de Ferran VI, modernitzar la vella marina espanyola i augmentar el seu prestigi, que ja s'anava deteriorant. A més, a ell se li va deure l'ampliació de les drassanes de Cadis, Cartagena, Ferrol i l'Havana, d'on van sortir alguns dels vaixells participants a Trafalgar. La modernització de l'Armada era una necessitat d'urgència, que si bé es mantenia en peu com per intentar defensar l'Imperi, ja no estava en condicions de sostenir un combat a gran escala contra la més moderna de les flotes.
El general Mazarredo va arribar a comentar el següent sobre la composició de la flota en el seu moment: «Omplim els vaixells d'una porció de gent gran, de xacrosos, de malalts i inútils per la mar». Aquestes paraules serien més tard ratificades pel major general Antonio de Escaño, que va escriure en el seu Informe sobre l'Esquadra de la Mediterrània el següent: «Aquesta esquadra farà vestir de dol la Nació en cas d'un combat, llaurant l'ofensa del qui tingui la desventura de comandar-la». De manera que es pot observar la impressió pessimista que els oficials de la flota espanyola tenien abans de la batalla. Fins i tot els alts comandaments espanyols havien expressat les nul·les possibilitats en un enfrontament directe contra la flota anglesa, i havien proposat una estratègia d'esperar al port el pas de l'hivern, al mateix temps que la flota anglesa podia veure's afeblida a la mar mentre mantenien el bloqueig, havent de suportar les tempestes que puguin sorgir.

### Comandaments espanyols
| Reial Armada Espanyola              | |
| Federico Gravina                    | Tinent General Federico Gravina El mariner d'origen italià (Palerm, 1756) ha estat dotzè capità general de l'Armada d'Espanya i va estar al capdavant dels navilis espanyols en la batalla de Trafalgar. Es va encarregar de la nau Príncipe de Astúrias, de 112 canons i 1.141 marins. |
| Ignacio María de Álava              | Cap d'Esquadra Ignacio María de Álava (Vitòria, 1750), va ser segon al comandament dels espanyols i a posteriori 14è Capità General de l'Armada. Va participar en el Santa Ana, de 120 canons i 1.102 homes. |
| Baltasar Hidalgo de Cisneros        | Cap d'Esquadra Baltasar Hidalgo de Cisneros El mariner Cartagena (Cartagena va ser a posteriori nomenat Almirall i virrei de Riu de Plata. Va participar en el Santísima Trinidad. |
| Cosme de Churruca                   | Brigadier Cosme Damián Churruca El mariner basc (Motrico, 1761) va estar al comandament del San Juan Nepomuceno, de 74 canons i 530 marins. Notable mariner i científic, va arribar a ser alcalde de la seva localitat natal, Motrico (Guipúscoa). Va participar en el setge a Gibraltar el 1781 i va realitzar missions d'exploració científica a l'Estret de Magallanes entre altres accions. |
| Dionisio Alcalá Galiano             | Brigadier Dionisio Alcalá Galiano (Cabra, 1760) va estar al comandament del Bahama, de 74 canons i 702 marins. Va participar també en exploracions a l'Estret de Magallanes i en l'expedició Malaspina. |
| Cayetano Valdés                     | Major General Cayetano Valdés (Sevilla, 1767) va ser a posteriori 17è Capità General de l'Armada. Va estar al comandament del navili Neptuno, de 80 canons i 797 marins. |
| Antonio de Escaño                   | Major General Antonio de Escaño (Cartagena, 1750) va ser a posteriori nomenat Tinent General de l'Armada. Va estar a les ordres de Gravina i va ser nomenat major general de l'esquadra, embarcant en el navili Príncipe de Astúrias. |
| Francisco Alsedo y Bustamante       | Capità Francisco Alsedo y Bustamante (Santander, 1758) va estar al comandament del navili Montañés, de 80 canons i 749 marins. |
| Francisco Javier de Uriarte y Borja | Capità General Francisco Javier de Uriarte y Borja (Puerto de Santa María, 1753) va estar al comandament del navili Santísima Trinidad. navili de quatre ponts, construït a les drassanes de l'Havana. Era el navili més gran del moment, comptava amb 136 canons i 1159 homes. |

### Navilis de la flota espanyola
La flota espanyola ancorada a Cadis quedava composta per 15 navilis. A continuació se citen els diferents navilis, amb l'armament que portaven i amb el comandant o oficial superior al comandament de cada un. Les creus assenyalen els caiguts en combat o a conseqüència del combat.
| Navili                | Avarada         | Tripulació          | Comandant                                                        | Potència   | Final               | Enllaços |
| --------------------- | --------------- | ------------------- | ---------------------------------------------------------------- | ---------- | ------------------- | -------- |
| Argonauta             | Ferrol, 1798    | 798 († 100/h. 203)  | Antonio Parella                                                  | 92 canons  | Capturat i enfonsat | [ 24 ]   |
| Bahama                | L'Havana, 1780  | 702 († 75/h. 67)    | Dionisio Alcalá Galiano †                                        | 74 canons  | Capturat i enfonsat |          |
| Monarca               | Ferrol, 1794    | 667 († 100/h. 150)  | Teodoro Argumosa                                                 | 74 canons  | Capturat, cremat    | [ 25 ]   |
| Montañés              | Ferrol, 1794    | 749 († 17/h. 25)    | Francisco Alcedo y Bustamante †                                  | 80 canons  | Fugit               |          |
| Neptuno               | Ferrol, 1795    | 800 († 42/h. 47)    | Cayetano Valdés                                                  | 80 canons  | Perdut a la costa   |          |
| Príncipe de Astúrias  | L'Havana, 1794  | 1141 († 52/h. 110)  | Federico Gravina † Antonio de Escaño                             | 112 canons | Fugit               |          |
| Rayo                  | L'Havana, 1749  | 830 († 4/h. 14)     | Enrique MacDonnell                                               | 100 canons | naufragat           | [ 26 ]   |
| San Agustín           | Guarnizo, 1768  | 711 († 180/h. 200)  | Felipe Jado Cagigal                                              | 80 canons  | Capturat i enfonsat | [ 27 ]   |
| San Francisco de Asís | Guarnizo, 1767  | 657 († 5/h. 12)     | Luís Antonio Flores y Pereyra                                    | 74 canons  | encallat            | [ 28 ]   |
| San Ildefonso         | Cartagena, 1785 | 716 († 34/h. 126)   | José Ramón de Vargas y Varáez                                    | 74 canons  | Capturat            | [ 29 ]   |
| San Juan Nepomuceno   | Guarnizo, 1766  | 530 († 100/h. 150)  | Cosme Damián Churruca †                                          | 74 canons  | Capturat            |          |
| San Justo             | Cartagena, 1779 | 694 († 0/h. 7)      | Miguel Gastón                                                    | 76 canons  | Fugit               | [ 30 ]   |
| San Leandro           | Ferrol, 1787    | 606 († 8/h. 22)     | José de Quevedo y Chieza                                         | 74 canons  | Fugit               | [ 31 ]   |
| Santa Ana             | Ferrol, 1784    | 1102 († 99/h. 141)  | José de Gardoqui Ignacio Maria de Álava                          | 120 canons | recapturat          |          |
| Santísima Trinidad    | L'Havana, 1769  | 1159 († 205/h. 108) | Baltasar Hidalgo de Cisneros Francisco Javier de Uriarte y Borja | 136 canons | Capturat i enfonsat |          |

## Estat de la flota francesa
La Marina Imperial era considerada la segona en importància de l'època. Estava dotada de vaixells potents i moderns, però la Revolució francesa havia deixat el cos d'oficials a marins inexperts en substitució dels antics comandaments, ajusticiats durant el procés revolucionari pel seu origen aristocràtic. La major part dels oficials eren inexperts en cites bèl·liques d'importància, en no tenir cap capacitat de lluita, mentre que les tripulacions no tenien experiència professional naval, s'abusava de soldats de l'exèrcit de terra per als navilis.

### Comandament francès
| Marina Imperial                          | |
| Vice-Amiral Pierre Charles de Villeneuve | Vicealmirall Pierre-Charles Villeneuve Mariner d'origen provençal (Valensole, 1763) era el vicealmirall de la flota francesa durant les Guerres Napoleòniques. Villeneuve va manar la flota franco-espanyola derrotada en la batalla al comandament del Bucentaure. Va ser un mariner desprestigiat que no gaudia de la confiança del seu govern ni dels seus aliats espanyols. |
| Charles René Magon de Medina             | Contralmirall Charles-René Magon (París, 1763) Magon va actuar com a segon dels francesos. Tenia experiència per la seva participació en la Guerra d'Independència dels Estats Units i en les Guerres Revolucionàries Franceses. |

### Navilis de la flota francesa
La dotació francesa a la batalla va constar de 18 navilis:
| Navili        | Avarada          | Tripulació         | Comandant                                            | Potència  | Final       | Enllaços |
| ------------- | ---------------- | ------------------ | ---------------------------------------------------- | --------- | ----------- | -------- |
| Scipion       | Lorient, 1801    | 817 († 5)          | Charles Berrenger                                    | 74 canons | Fugit       |          |
| intrèpidament | Ferrol, 1799     | 745 († 100/h. 200) | Louis-Antoine-Cyprien Infernet                       | 74 canons | Enfonsat    |          |
| Formidable    | Toló, 1795       | 840 († 11/h. 30)   | Pierre-Étienne-René-Marie Duman Jean-Marie Lettelier | 80 canons | Fugit       |          |
| Duguay-Trouin | Rochefort, 1800  | 755 († 13/h. 23)   | Claude Touffet                                       | 74 canons | Fugit       |          |
| Mont-Blanc    | Rochefort, 1791  | 755 († 2)          | Guillaume-Jean-Noël Lavillegris                      | 74 canons | Fugit       |          |
| Héros         | Rochefort, 1801  | 690 († 11/h. 23)   | Jean-Baptiste-Joseph-René Poulain †                  | 74 canons | Fugit       |          |
| Bucentaure    | Toló, 1803       | 888 († 192/h. 46)  | Pierre-Charles Villeneuve Jean-Jacques Magendie      | 80 canons | Enfonsat    |          |
| Redoute       | Brest, 1791      | 643 († 487/h. 81)  | Jean Jacques Etienne Lucas                           | 74 canons | Enfonsat    |          |
| Neptune       | Toló, 1803       | 888 († 30/h. 40)   | Esprit-Tranquille Maistral                           | 80 canons | Fugit       |          |
| Indomptable   | Brest, 1790      | 887 († 800)        | Jean-Joseph Hubert †                                 | 80 canons | Enfonsat    |          |
| Fougueux      | Lorient, 1785    | 693 († 600/h. 10)  | Louis-Alexis Baudouin †                              | 74 canons | Enfonsat    |          |
| Pluton        | Toló, 1805       | 755 († 67/h. 130)  | Julien-Marie Cosmao-Kerjulien                        | 74 canons | Fugit       |          |
| Algésiras     | Lorient, 1804    | 755 († 85/h. 142)  | Charles-René Magon † Laurent Tourneur                | 74 canons | recapturado |          |
| Aigle         | Rochefort, 1800  | 755 († 100/h. 200) | Pierre-Paulin Gourrège †                             | 74 canons | Enfonsat    |          |
| Swiftsure     | Deptford, 1787   | 755 († 70/h. 122)  | Charles Eusèbe L'Hospitalier de la Villemadrin       | 74 canons | Capturat    |          |
| Argonauta     |                  | 755 († 53/h. 127)  | Jacques Epron-Desjardins                             | 74 canons | Fugit       |          |
| Achille       | Rochefort, 1804  | 755 († 480/h. 30)  | Louis Gabriel Deniéport †                            | 74 canons | Volat       |          |
| Berwick       | Portsmouth, 1775 | 755 († 300/h. 15)  | Jean-Gilles Filhol de Llits †                        | 74 canons | Enfonsat    |          |

## Estat de la flota britànica
D'altra banda, l'esquadra anglesa al comandament de l'almirall Nelson estava composta per mariners professionals, gairebé tots amb diversos anys de mar i àmplia experiència en combat. De fet, eren els mateixos mariners i vaixells que havien posat en escac a França ja Espanya en diverses ocasions com en la batalla del Cap de Sant Vicent, en la batalla del Nil o en la ja comentada del Cap Finisterre. A més es trobava comandada per un almirall que s'havia convertit per mèrits propis en tota una llegenda a Anglaterra i a la resta d'Europa.
Horatio Nelson s'havia batut amb èxit contra els danesos en Copenhaguen, contra els francesos en Aboukir, va consolidar la posició de la força anglesa en el Mediterrani i va conduir el bloqueig contra Cadis. Tot i que el nombre de vaixells anglesos era menor que el de la flota combinada franc-espanyola, la superioritat en cadència de tir i en capacitat de maniobra que li atorgava la seva experta marineria la convertien en una força insuperable per als esplèndids però mal conservats i pitjor dotats vaixells espanyols.

### Comandament britànic
| Royal Navy                    | |
| Almirall Horatio Nelson       | Almirall Horatio Nelson El mariner britànic (Burnham Thorpe, 1758) més cèlebre de la història, es va destacar durant les Guerres Napoleòniques i va obtenir el seu major victòria en la cèlebre batalla de Trafalgar, en què va perdre la vida. Va ser duc de Bronte al Regne de Nàpols (1799); vescomte Nelson i baró del Nil i de Burnham Thorpe (1798), i baró de Hilborough (1801) a Anglaterra. |
| Almirall Cuthbert Collingwood | Almirall Cuthbert Collingwood (Newcastle upon Tyne, 1748) Es va destacar per participar juntament amb Horatio Nelson en diverses de les victòries britàniques de les guerres napoleòniques i, a sovint, com el successor de Nelson en diverses campanyes. |

### Navilis de la flota britànica
El Regne Unit va disposar de 27 navilis en la batalla.
| Navili              | Avarada             | Tripulació        | Comandant                               | Potència   | Final | Enllaços |
| ------------------- | ------------------- | ----------------- | --------------------------------------- | ---------- | ----- | -------- |
| HMS Àfrica          | Deptford, 1781      | 498 († 8/h. 44)   | Henry Digby                             | 64 canons  |       |          |
| HMS Victory         | Chatham, 1765       | 821 († 57/h. 102) | Horatio Nelson † Thomas Masterman Hardy | 100 canons |       |          |
| HMS Temeraire       | Chatham, 1798       | 718 († 47/h. 76)  | Eliab Harvey                            | 98 canons  |       |          |
| HMS Neptune         | Deptford, 1797      | 741 († 10/h. 34)  | Thomas Francis Fremantle                | 98 canons  |       |          |
| HMS Leviathan       | Chatham, 1790       | 623 († 4/h. 22)   | Henry William Bayntun                   | 74 canons  |       |          |
| HMS Conqueror       | Harwich, 1801       | 573 († 3/h. 9)    | Israel Pellew                           | 74 canons  |       |          |
| HMS Britannia       | Portsmouth, 1762    | 788 († 10/h. 42)  | William Carnegie Charles Bullen         | 100 canons |       |          |
| HMS Agamèmnon       | Bucklers Hard, 1781 | 490 († 2/h. 10)   | Edward Berry                            | 64 canons  |       |          |
| HMS Orion           | Deptford, 1787      | 541 († 1/h. 23)   | Edward Codrington                       | 74 canons  |       |          |
| HMS Minotaur        | Woolwich, 1793      | 615 († 3/h. 22)   | Charles John Moore Mansfield            | 74 canons  |       |          |
| HMS Spartiate       | Toló, 1798          | 615 († 3/h. 20)   | Francis Laforey                         | 74 canons  |       |          |
| HMS Royal Sovereign | Plymouth, 1786      | 826 († 47/h. 94)  | Cuthbert Collingwood Edward Rotheram    | 100 canons |       |          |
| HMS Belleisle       | Rochefort, 1795     | 728 († 33/h. 93)  | William Hargood                         | 74 canons  |       |          |
| HMS Mars            | Deptford, 1794      | 615 († 27/h. 71)  | George Duff † William Hennah            | 74 canons  |       |          |
| HMS Tonnant         | Toló, 1798          | 688 († 26/h. 50)  | Charles Tyler                           | 80 canons  |       |          |
| HMS Bellerophon     | Frindsbury, 1786    | 522 († 28/h. 127) | John Cooke † William Pryce Cumby        | 74 canons  |       |          |
| HMS Colossus        | Deptford, 1803      | 571 († 40/h. 160) | James Nicoll Morris                     | 74 canons  |       |          |
| HMS Achille         | Gravesend, 1798     | 619 († 13/h. 59)  | Richard King                            | 74 canons  |       |          |
| HMS Revenge         | Chatham, 1805       | 598 († 28/h. 51)  | Robert Moorsom                          | 74 canons  |       |          |
| HMS Polyphemus      | Sheerness, 1782     | 484 († 2/h. 4)    | Robert Redmill                          | 64 canons  |       |          |
| HMS Swiftsure       | Bucklers Hard, 1804 | 570 († 9/h. 8)    | William Gordon Rutherfurd               | 74 canons  |       |          |
| HMS Dreadnought     | Portsmouth, 1801    | 725 († 7/h. 26)   | John Conn                               | 98 canons  |       |          |
| HMS Defiance        | Rotherhithe, 1783   | 577 († 17/h. 53)  | Philip Charles Durham                   | 74 canons  |       |          |
| HMS Thunderer       | Rotherhithe, 1783   | 611 († 4/h. 12)   | John Stockham                           | 74 canons  |       |          |
| HMS Defence         | Plymouth, 1763      | 599 († 7/h. 29)   | George Hope                             | 74 canons  |       |          |
| HMS Prince          | Woolwich, 1788      | 735 († 0/h. 0)    | Richard Grindall                        | 98 canons  |       |          |

## Desenvolupament tàctic

Esquema de la Batalla

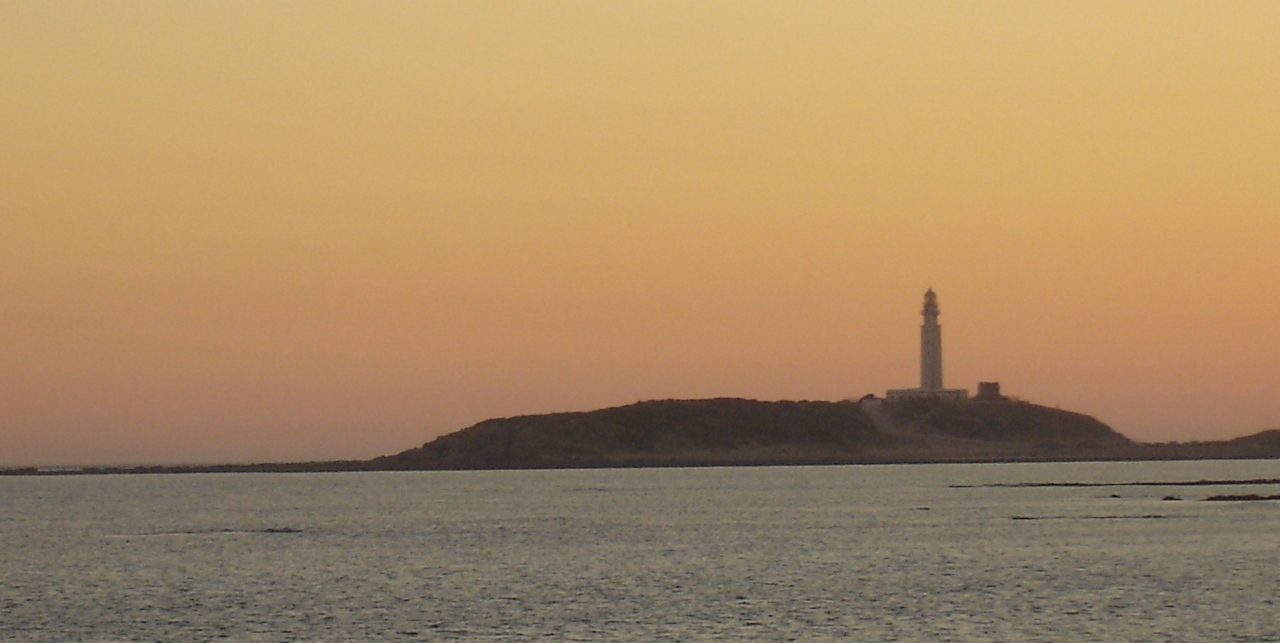
El cap Trafalgar, lloc de la batalla.

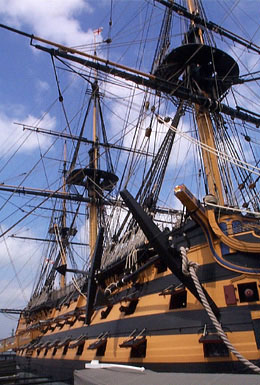
El HMS Victory, únic vaixell que es conserva d'aquesta batalla.

La flota anglesa, al comandament de Horatio Nelson, va atacar en forma de dues columnes paral·leles en perpendicular a la línia formada per Pierre-Charles Villeneuve, cosa que li va permetre tallar la línia de batalla enemiga i envoltar diversos dels grans vaixells enemics amb fins a quatre o cinc dels seus vaixells. En un dia de vents fluixos, la flota combinada navegava a sotavent, la qual cosa també donava l'avantatge als anglesos i, a sobre de desgràcies, Villeneuve va donar l'ordre de virar cap al nord-est per posar rumb a Cadis quan va tenir constància de la presència de la flota anglesa. El cos espanyol no estava d'acord en això. Pel que sembla, Churruca, mentre llegia els senyals amb la ullera, va manifestar: «l'almirall no sap el que fa, la flota està perduda». Villeneuve intentava fugir gairebé sense presentar batalla, quan la flota combinada francoespanyola era, pel que fa al nombre de navilis, superior a l'anglesa. La virada es va realitzar desordenadament, ja que la vira sa en rodó amb vent fluix va prendre molt de temps a determinades unitats molt pesades i poc maniobrables. La línia de combat va quedar desfeta i desaprofitada seva major potència de foc. L'atac de Nelson va desorganitzar completament la línia i aconseguir la divisió d'aquesta en tres. Això va permetre a l'esquadra de Nelson capturar els vaixells francesos i espanyols, tallar la línia i batre'ls amb artilleria per proa i popa, els punts més vulnerables d'aquest tipus d'embarcacions. El combat va començar al migdia, quan una canonada d'un navili de la rereguarda de la combinada va disparar contra el HMS Royal Sovereign que manava Cuthbert Collingwood.
A sobre de despropòsits, l'esquadra d'avantguarda va quedar aïllada del combat i es va allunyar considerablement del centre de la batalla encara tot i les explícites ordres generals que dictaven que « si un capità no és al foc, adreceu-vos al foc ». Durant el combat, el Bucentaure va fer ensenyes repetidament a l'esquadra d'avantguarda perquè virès cap al combat, ordre que, inexplicablement no va ser atesa al moment per Duman al comandament de l'agrupació. Alguns vaixells francesos i tots els espanyols d'aquesta esquadra van virar cap al foc, però, Duman, en un acte de covardia, fuig amb el seu vaixell, el Formidable, amb tres més: el Mont-Blanc, manat per Lavillesgris, el Duguay-Trouin, manat per Touffet i el Scipion, manat per Berrenguer. Aquests quatre vaixells fugits (tots francesos) van ser capturats per la flota britànica dotze dies després de la Batalla de Trafalgar, quan intentaven guanyar la costa francesa a l'altura de Cap Ortegal. Posteriorment, Duman va manifestar no haver vist l'ordre de l'Almirall a causa de la fumera regnant.
Gairebé una hora i mitja després de començar el combat, Horatio Nelson mor, assolit per un tirador del Redoute que va disparar des de l'eixàrcia. Una bala de mosquet li va entrar per l'espatlla seguint una trajectòria descendent fins a quedar allotjada a la columna vertebral. Immediatament, Nelson va ser traslladat al celler perquè un cirurgià s'ocupés d'ell, encara que des del primer moment va poder constatar la gravetat mortal de la ferida. A causa d'aquesta, Nelson es va anar dessagnant en una lenta agonia, envoltat dels seus més fidels oficials. Durant la mateixa va tenir moments de deliri i altres de lucidesa. Hi va haver temps d'informar de la victòria de les armes britàniques, després d'això va pronunciar les seves últimes paraules: «Gràcies a Déu he complert amb el meu deure».
El cadàver de l'Honorable Nelson va ser despullat i conservat en un barril de brandi de xerès per evitar el seu deteriorament en la travessia fins a Londres. A la seva arribada va ser enterrat amb honors militars en una cerimònia d'una solemnitat mai abans coneguda a Anglaterra. Actualment rau a la cripta de la catedral de Sant Pau de Londres.

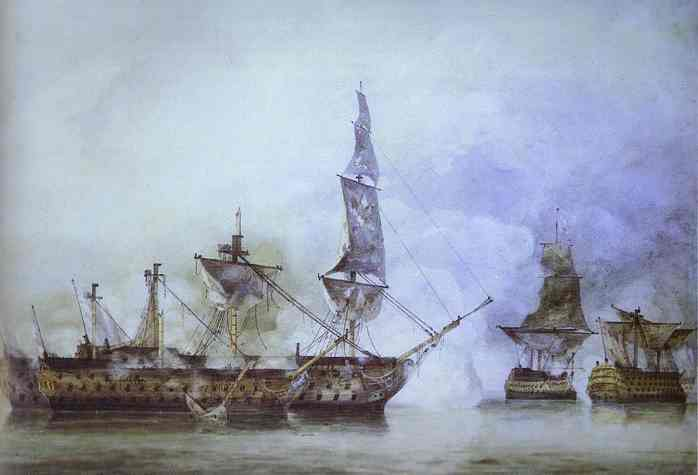
El navili de línia Victory durant la batalla.

## Victòria britànica: derrota d'espanyols i francesos
Amb l'espai de dues hores, la majoria dels navilis més importants de la flota espanyola ja s'havien rendit o ja no disparaven els seus canons. En aquest temps, Gravina havia estat ferit i més tard van trobar la mort Dionisio Alcalá Galiano, al Bahama, i Cosme Damián Churruca, al San Juan Nepomuceno. Els comandants quedaven la majoria ferits, així com els seus segons. Gairebé al final del mateix combat (cap a les sis de la tarde), el navili francès Achille del capità Deniéport va esclatar per un foc a la santabárbara.
A dos quarts de set va finalitzar el combat i la flota franco-espanyola va ser reduïda en qüestió de segons. La majoria dels vaixells espanyols i francesos van ser capturats i traslladats per la flota britànica a Gibraltar. Aquella mateixa nit es va desencadenar una tempesta, alguns dels vaixells no van sobreviure, com es la Santísima Trinidad, que s'enfosar amb la tripulació i els ferits; pero no tots van patir les mateixes circumstàncies doncs la resta de supervivents van poder arribar al seu destí, les costes del Golf de Cadis.
Aquesta derrota no només va significar la fi de l'intent napoleònic de domini marítim, sinó que també va ser la fi d'Espanya com a potència colonial i marítima, ja que mai es recuperaria d'aquest dur cop.

## Els líders morts en combat

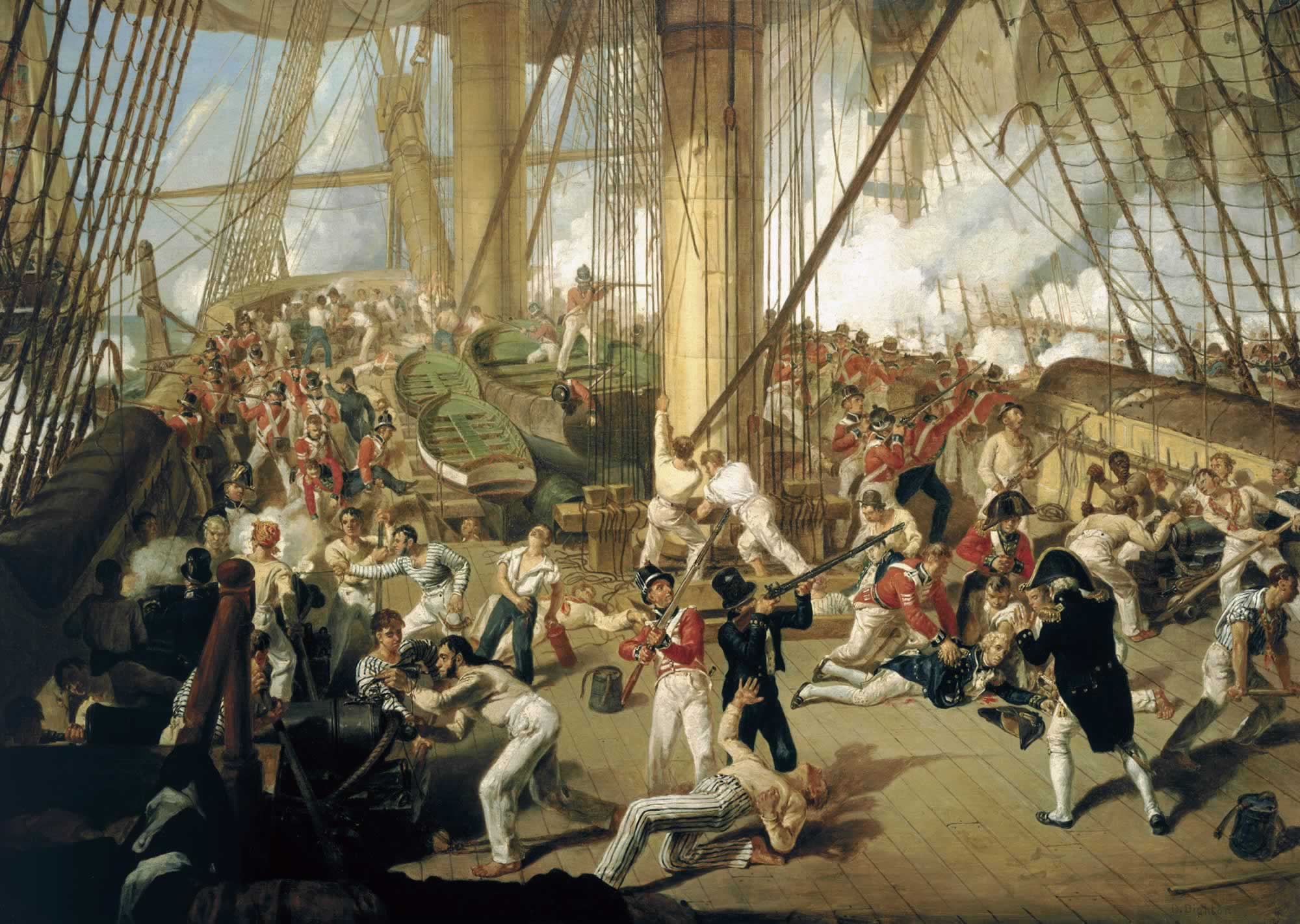
Nelson rep un tret a la coberta del Victory.

Tot i saber-se vençuts per endavant, i coneixedors de la seva inferior posició tàctica, els capitans i les tripulacions espanyoles i franceses es van batre durant hores contra un enemic clarament superior, de tal manera que en algunes ocasions ni tan sols va quedar un oficial que rendís el navili després de la batalla, ja que molts d'ells van acabar morint o van ser greument ferits a la coberta superior, on es trobaven a tir de metralla de les carronades i dels tiradors apostats als pals dels vaixells enemics. A Trafalgar van morir, entre molts altres, Cosme Damián Churruca per un tret de canó en una cama; Luis Pérez del Camino Llarena, Dionisio Alcalá Galiano i Francisco Alcedo y Bustamante. El vicealmirall Federico Gravina y Nápoli moriria mesos més tard a causa de les ferides sofertes en aquesta batalla.
França va perdre dotze dels seus divuit vaixells, amb 2218 morts, 1.155 ferits i uns 500 presoners capturats pels anglesos. Només un terç dels 15.000 francesos participants en la batalla van tornar a França. Anglaterra va patir a Trafalgar 449 morts (entre els quals, a més de Nelson, tretze dels seus millors oficials) i 1241 ferits. Un cost significatiu en una victòria que, per descomptat, va consolidar el lideratge inqüestionable de la Royal Navy en tots els mars. Per als espanyols, Trafalgar va ser una derrota dura que aviat va adquirir connotacions transcendents. Els efectes tràgics van ser ben patents. Espanya va perdre deu dels quinze vaixells amb els quals va lluitar, amb un total de 1.022 morts, 1.383 ferits i uns 2.500 presoners, del total de 12.000 espanyols que van intervenir en la batalla.
Un tirador del Redoute, comandat pel capità Jean-Jacques de Lucas, va posar fi a la vida de l'almirall anglès Nelson durant el transcurs de la batalla, en combatre l'almirall amb totes les seves insígnies i honors cosits en la seva casaca i ser fàcilment distingible de la resta.

## Conseqüències de la batalla

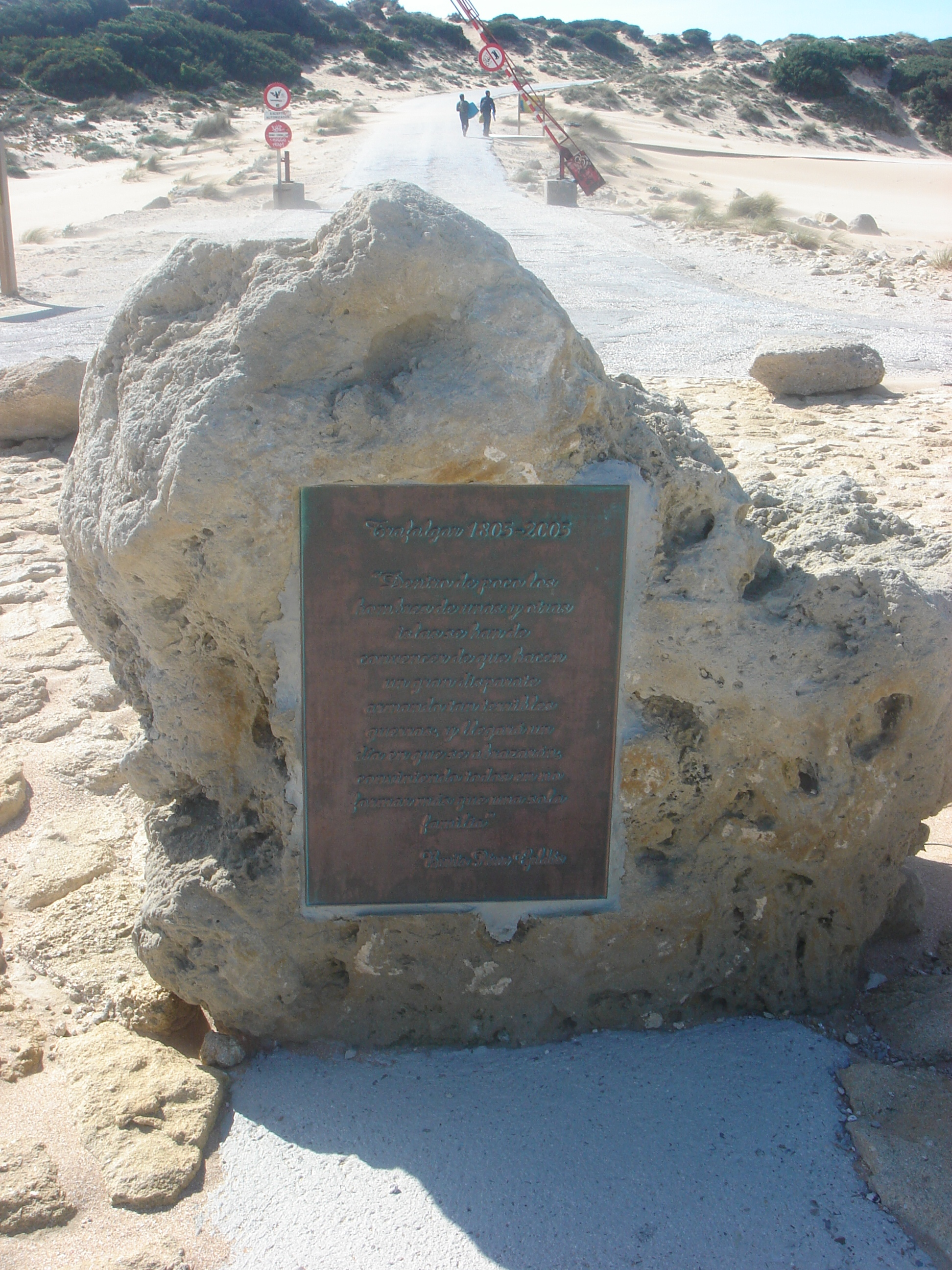
Fita commemorativa del 200 aniversari de la Batalla de Trafalgar. Text de Benito Pérez Galdós (de la novel·la Trafalgar).

Aquesta batalla va frustrar la intenció dels francesos d'envair, o almenys bloquejar Anglaterra per mar (tal com el lord de l'Almirallat anglès John Jervis havia dit amb sorna el 1801: «Jo no dic que els francesos de Napoleó no hagin de venir, però per descomptat, no vindran per mar») i va suposar el començament del poder naval anglès, que duraria un segle. A finals de 1805, Charles Middleton, First Lord of the Admiralty va aixecar el bloqueig dels ports atlàntics francesos.
Villeneuve va ser enviat pres a Anglaterra, però va ser posat en llibertat sota paraula. Va tornar a França el 1806. El 22 d'abril de 1806 se'l va trobar mort a la seva habitació de l'Hotel de Patrie, a Rennes, apunyalat al pit sis vegades. Es va informar que Villeneuve s'havia suïcidat i se'l va enterrar sense cap cerimònia. Probablement fos víctima d'una execució extrajudicial ordenada per Napoleó o per elements del seu govern per evitar el vergonyós espectacle d'un judici i posterior execució a la capital de l'imperi d'un almirall derrotat.
Aquesta batalla naval no va significar en absolut la destrucció de l'armada espanyola, ja que, dels aproximadament quinze navilis espanyols que van combatre, van ser menys de set dels enfonsats. La flota de guerra hispana comptava amb 45 navilis de tres ponts que es van podrir als ports espanyols durant la Guerra del Francès.
La batalla, encara que hagués estat una victòria franco-espanyola, no hauria tingut cap transcendència en la guerra contra Anglaterra, ja que els anglesos haurien pogut rearmar-se i portar als voltants de Cadis altra flota igual o superior a la de Nelson (tenien una armada de més de cent navilis de línia). L'esquadra combinada s'hauria vist obligada a reparar a Cadis encara que hagués vençut.
Amb tot, la batalla de Trafalgar va atorgar als britànics el domini absolut dels mars no només durant les campanyes napoleòniques, sinó també durant la pràctica totalitat del segle xix. No en va està dedicada a Trafalgar la plaça més important de la ciutat de Londres. Curiosament, es poden trobar carrers dedicats a aquesta batalla en diverses ciutats espanyoles, com és el cas de Barcelona, Leganés, Màlaga o la mateixa capital (Madrid).

## Trafalgar en la cultura
- Trafalgar és la primera novel·la de la primera sèrie dels Episodios nacionales de Benito Pérez Galdós. Narra la història del jove gadità Gabriel d'Araceli, que als 14 anys es veu embolicat en la batalla de Trafalgar com criat d'un vell oficial de l'Armada a la reserva.
- Cabo Trafalgar és una novel·la escrita per Arturo Pérez-Reverte l'any 2004. Aquesta novel·la li va valer ser condecorat l'any 2005 amb la Gran Creu al Mèrit Naval, la més alta distinció atorgada per l'Armada Espanyola per a un civil.